# Kattistjärnen (Överkalix socken, Norrbotten)
Kattistjärnen är en sjö i Överkalix kommun i Norrbotten och ingår i Kalixälvens huvudavrinningsområde. Kattistjärnen ligger i Torne och Kalix älvsystem Natura 2000-område.